# Бушики
Бушики (бел. Бушыкі) — деревня в Глубокском районе Витебской области Белоруссии, в Залесском сельсовете. Население — 16 человек (2019).

## История
В 1921—1945 годах деревня в составе гмины Залесье Виленского воеводства Польской Республики.

## География
Деревня находится в 3 км к юго-западу от центра сельсовета села Залесье и в 14 км к северу от райцентра, города Глубокое. Местные дороги соединяет Бушики с Залесьем, Глубоким и окрестными деревнями. Бушики стоят на берегу небольшого озера Белое, принадлежащего к бассейну реки Берёзовка. Ранее к Бушикам примыкала небольшая деревня Залесье-Церковное, но она была поглощена Бушиками. Ближайшая ж/д станция находится в Глубоком.

## Население
- 1921 год — 67 жителей, 12 домов[2].
- 1931 год — 62 жителей, 11 домов[3].

## Достопримечательности
- Православная Свято-Покровская церковь[бел.]. Построена в XVIII веке, перестроена в 1860-е годы.